# Arzenc de Randon
Arzenc de Randon (en francès Arzenc-de-Randon) és un municipi francès situat al departament del Losera i a la regió d'Occitània.